# 新倉山浅間公園
新倉山浅間公園（あらくらやませんげんこうえん）は、山梨県富士吉田市新倉3353にある街区公園。1959年10月設置。雄大な富士山と朱塗りの五重塔、満開の桜を一望できる絶景スポットとして著名かつ人気である。新倉山の中腹にあり、広さは約4.3ヘクタール。三國第一山新倉富士浅間神社が鎮座しており、新倉山は神域となっている。園内には約650本の桜（ソメイヨシノ）と戦没者慰霊塔がある。

## 景観と写真
富士吉田市内と富士山を一望できる公園であり、五重塔（戦没者忠霊塔であり仏塔ではない）と桜、富士山を被写体とした写真は様々なメディアや媒体で引用され、国内外において広く日本の景観的象徴として有名である。また環境省が公表した富士山がある風景100選に選ばれたほか、ルフトハンザ航空の機内誌やタイの義務教育課程で使用される教科書に掲載されたり、『ミシュラン・グリーンガイド・ジャポン』改訂第4版の表紙になり、同書で星二つの評価を受けたことがある。このことや、富士山の世界遺産登録の影響などにより、富士山周辺の寺社は外国人の訪問が増加した、と富士山経済新聞は考察している。
山梨県が2011年にタイ王国の観光会社へアピールしたことによって、「京都と富士を同時に見ることができる場所」として、特にタイ人からの人気・知名度が高い。撮影・眺望ポイントは公園の隣の私有地で、公園との間には高さ約5メートルの崖がある。外国人を含む観光客が増加し、石積みや斜面に多くの観光客が来る状態になったため、富士吉田市は、2015年（平成27年）9月上旬から同年12月にかけて、撮影・眺望ポイントを立入禁止として工事を開始し、柵などを設けた。2022年（令和4年）2月1日には展望デッキがリニューアルオープンした。
2016年4月には、初めて新倉山浅間公園桜まつりが開催された。外国人観光客に対応するため、出店者には英語・タイ語・中国語の指差し会話カードが配布された。さらに、忠霊塔から新倉山を約15分登るとアヤメの群生地があるため、同公園では6月頃に「あやめ祭り」も開かれている。
園内に植えられている桜（ソメイヨシノ）が老齢木となり樹勢が衰退しているため、管理を行っている同市では2018年より公益財団法人日本花の会の協力の下に所属している樹木医による桜の樹勢回復工事を実施している。2019年にはクラウドファンディングによる寄付を募ったほか、富士急行が富士吉田市へ100万円を寄付した。

## 施設一覧
- 咲くや姫階段[19]
  - 398段あり、長さは約200メートル[1][20]。
- 駐車場
  - 普通車87台[1]。
- 李良枝の文学碑

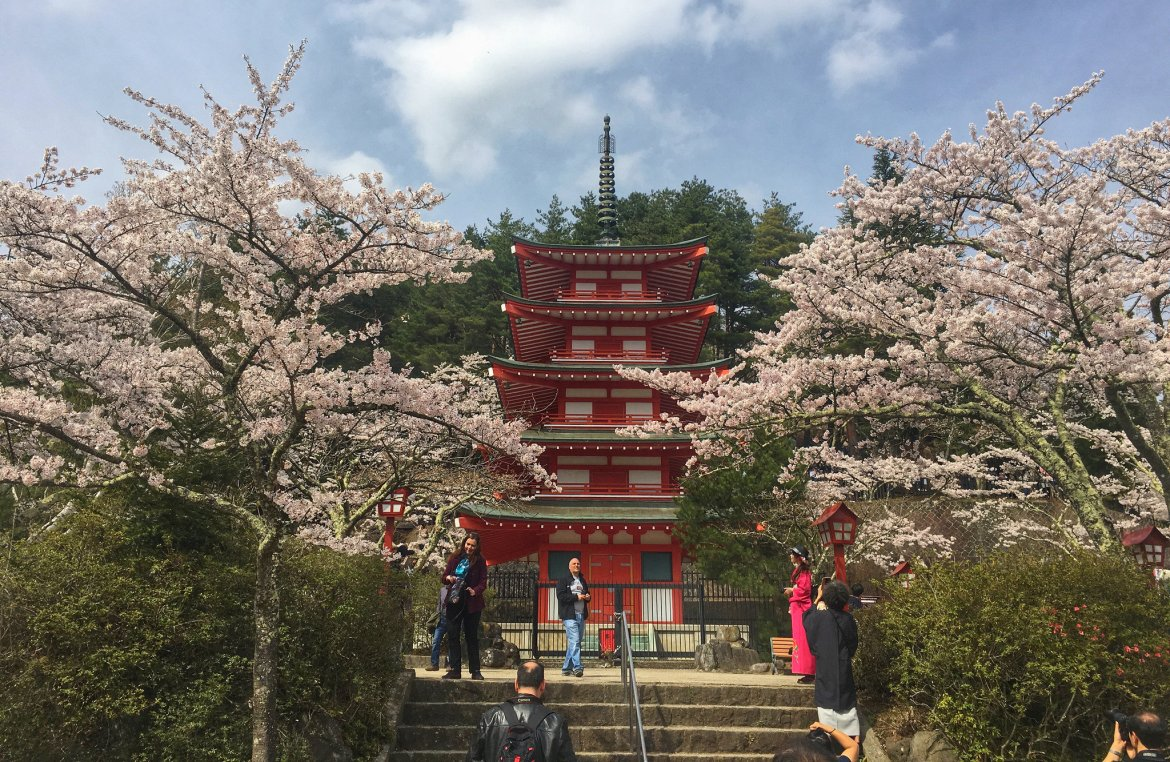
忠霊塔と桜（2016年4月）

  - 2016年5月22日除幕。李良枝が富士吉田で育った縁による[21]。
- 戦没者慰霊塔（忠霊塔）（所在：山梨県富士吉田市新倉字宮林3360番1地目山林）
  - 鉄筋コンクリート造で[10]、1962年に完成した高さ19.5メートルの塔。戦争で死亡した市内出身者1055柱を合祀するために建てられた[22]。毎年9月に戦没者慰霊祭が行われている[23]。

## 交通アクセス
- 富士山麓電気鉄道富士急行線下吉田駅より徒歩10分[20]
- 中央自動車道富士吉田西桂スマートICより車で10分[20]、富士吉田バスストップ（中央道下吉田バス停）より徒歩10分[24]